# تحالف فاسو الجديد
تحالف فاسو الجديد (بالفرنسية: Nouvelle Alliance du Faso)‏ هو حزب سياسي ديمقراطي اجتماعي في بوركينا فاسو.

## التاريخ
تأسس الحزب في 31 يناير 2015، وكان العديد من أعضائه سابقًا جزءًا من المؤتمر من أجل الديمقراطية والتقدم أو التحالف من أجل الديمقراطية والاتحاد - التجمع الديمقراطي الأفريقي. في الانتخابات العامة 2015 حصل على 4٪ من الأصوات، وفاز بمقعدين من أصل 127 في الجمعية الوطنية،  واحد عن طريق التمثيل النسبي (حصل عليه زيلما باسي)  واحد من تصويت الدوائر(أنيست بازي في مقاطعة سانغيي).